# Peter Gerlich
Peter Gerlich (* 17. Dezember 1939 in Wien; † 13. Juni 2019 ebenda) war ein österreichischer Politikwissenschaftler.

## Leben
Peter Gerlich studierte 1958 bis 1963 Rechts- und Staatswissenschaften an der Universität Wien. Nach seiner Promotion im Fach Rechtswissenschaft (1964) folgte 1964 bis 1966 ein postgradualer Lehrgang für Politikwissenschaft am Institut für Höhere Studien in Wien. Dort war er ab 1966 Assistenzprofessor und von 1967 bis 1974 Leiter der Abteilung Politikwissenschaft. 1970 gehörte er zu den Begründern der Österreichischen Gesellschaft für Politikwissenschaft. 1974 bis 1975 war er Professor an der Technischen Universität Braunschweig. Ab 1975 war er Ordentlicher Universitätsprofessor für Politikwissenschaft an der Universität Wien; er wurde 2009 emeritiert. Daneben war er seit 1982 auch Professor an der Webster University Vienna. Zu seinen thematischen Schwerpunkten zählten Vergleichende Politikwissenschaft, Politische Systeme und Parteienforschung.
Er wurde am Grinzinger Friedhof bestattet.

## Werke (Auswahl)
- mit Helmut Kramer: Abgeordnete in der Parteiendemokratie. Eine empirische Untersuchung des Wiener Gemeinderates und Landtages, 1969,
- Dynamische Demokratie. Macht und Kontrolle im politischen Prozeß Österreichs, 1973
- Parlamentarische Kontrolle im politischen System. Die Verwaltungsfunktionen des Nationalrates in Recht und Wirklichkeit, 1973
- mit Karl Ucakar: Staatsbürger und Volksvertretung. Das Alltagsverständnis von Parlament und Demokratie in Österreich, 1981, ISBN 3-85376-039-2
- mit Wolfgang C. Müller: Grundzüge des politischen Systems Österreichs, 1988, ISBN 3-215-06602-5, 2. Aufl. 1989, ISBN 3-215-06601-7
- Hochschule und Effizienz. Anstöße zur universitären Selbstreflexion, 1993, ISBN 3-85165-029-8

### Als Herausgeber
- Zwischen Koalition und Konkurrenz : Österreichs Parteien seit 1945, 1983, ISBN 3-7003-0356-4
- mit Fritz Plasser und Peter A. Ulram: Regimewechsel. Demokratisierung und politische Kultur in Ost-Mitteleuropa, 1992, ISBN 3-205-98014-X
- Bewältigen oder bewahren. Dilemmas des mitteleuropäischen Wandels, 1994, ISBN 3-901449-50-7
- Der schwierige Selbstfindungsprozeß. Regionalismen, Nationalismen, Reideologisierung, 1995, ISBN 3-901449-55-8
- Neuland Mitteleuropa, Ideologiedefizite und Identitätskrisen, 1995, ISBN 3-901449-52-3